# Puerto Rico op de Olympische Zomerspelen 1976
Puerto Rico nam deel aan de Olympische Zomerspelen 1976 in Montréal, Canada. Puerto Rico won de tweede medaille uit zijn geschiedenis. Net als in 1948 werd brons gewonnen.

## Medailleoverzicht
| Sport  | Olympiër          | Discipline | Medaille |
| ------ | ----------------- | ---------- | -------- |
| Boksen | Orlando Maldonado | -48kg (m)  | Brons    |

## Deelnemers en resultaten per onderdeel

### Atletiek
| Olympiër                                                                      | Discipline      | Resultaat | Prestatie                                                    |
| ----------------------------------------------------------------------------- | --------------- | --------- | ------------------------------------------------------------ |
| Pedro Ferrer                                                                  | 100m (m)        | 40e       | serie 5: 5de in 10,76                                        |
| Pedro Ferrer                                                                  | 200m (m)        | 22e       | serie 6: 3de in 21,60 kwartfinale 4: 5de in 21,33            |
| Iván Mangual                                                                  | 400m (m)        | 20e       | serie 3: 3de in 47,39 kwartfinale 2: 7de in 46,56            |
| Jorge Ortiz                                                                   | 800m (m)        | 36e       | serie 4: 5de in 1.51,38                                      |
| Tony Colón                                                                    | 1500m (m)       | 27e       | serie 4: 5de in 3.43,51                                      |
| Arnaldo Bristol                                                               | 110m horden (m) | 14e       | serie 2: 4de in 14,04 halve finale 2: 6de in 13,98           |
| Julio Ferrer                                                                  | 400m horden (m) | 14e       | serie 4: 4de in 52,45 halve finale 2: 8ste in 51,04          |
| Pedro Ferrer Iván Mangual Julio Ferrer Jorge Ortiz Arnaldo Bristol Tony Colón | 4x400m (m)      | 11e       | serie 1: 6de in 3.06,08                                      |
| José de Jesús                                                                 | marathon (m)    | 23e       | 2:19.34                                                      |
| Víctor Serrano                                                                | marathon (m)    | 53e       | 2:34.59                                                      |
| Amado Morales                                                                 | speerwerpen (m) | 12e       | kwalificatie groep B: 4de met 82,04m finale: 12de met 75,54m |
|                                                                               |                 |           |                                                              |
| Pedro Ferrer                                                                  | 400m (v)        | 36e       | serie 2: 7de in 57,85                                        |
| Pedro Ferrer                                                                  | 800m (v)        | 32e       | serie 4: 6de in 2.08,46                                      |

### Basketbal
| Olympiër | Discipline | Resultaat | Prestatie |
| --- | ---------- | --------- | --- |
| Alfred Lee Michael Vicens Neftali Rivera Luis Brignoni Ruben Rodríquez Roberto Alvarez Héctor Blondet Jimmy Thordsen Mariano Ortíz Teofilo Cruz Raymond Dalmau Earl Brown | mannen     | 9e        | groep A: 5de V van Joegoslavië: 63-84 V van Verenigde Staten: 94-95 W van Egypte: 2-0 V van Tsjecho-Slowakije: 83-89 V van Italië: 81-95 9-12de plek: W van Japan: 111-91 9-10de plek: W van Mexico: 89-84 |

| Groep A |                   |             |             |             |            |            |            |        |
| #       | Land              | Wedstrijden | Wedstrijden | Wedstrijden | Doelpunten | Doelpunten | Doelpunten | Punten |
| #       | Land              | G           | W           | V           | V          | T          | Saldo      | Punten |
| 1       | Verenigde Staten  | 5           | 5           | 0           | 394        | 349        | +45        | 10     |
| 2       | Joegoslavië       | 5           | 4           | 1           | 364        | 343        | +21        | 9      |
| 3       | Italië            | 5           | 3           | 2           | 347        | 344        | +3         | 8      |
| 4       | Tsjecho-Slowakije | 5           | 2           | 3           | 418        | 406        | +12        | 7      |
| 5       | Puerto Rico       | 5           | 1           | 4           | 321        | 363        | −42        | 6      |
| 6       | Egypte            | 5           | 0           | 5           | 64         | 103        | −39        | 5      |

| Ronde       | Datum    | Plaats            | Land   | Score       | Land |
| ----------- | -------- | ----------------- | ------ | ----------- | ---- |
| Groepsfase  |          |                   |        |             |      |
| 18 juli     | Montréal | Joegoslavië       | 84-63  | Puerto Rico |      |
| 20 juli     | Montréal | Verenigde Staten  | 95-94  | Puerto Rico |      |
| 21 juli     | Montréal | Puerto Rico       | 2-0    | Egypte      |      |
| 22 juli     | Montréal | Tsjecho-Slowakije | 89-83  | Puerto Rico |      |
| 24 juli     | Montréal | Italië            | 95-81  | Puerto Rico |      |
| 9-12de plek |          |                   |        |             |      |
| 25 juli     | Montréal | Puerto Rico       | 111-91 | Japan       |      |
| 9-10de plek |          |                   |        |             |      |
| 27 juli     | Montréal | Mexico            | 84-89  | Puerto Rico |      |

### Boksen
| Olympiër          | Discipline  | Resultaat | Prestatie |
| ----------------- | ----------- | --------- | --- |
| Orlando Maldonado | -48kg (m)   | Brons     | 1ste ronde: W van ZAM Mutale: opgave 2de ronde: W van IRL Dunne: knock-out kwartfinale: W van ARG Patri: 5-0 halve finale: V van CUB Hernández: 0-5 |
| Julio Guzman      | -51kg (m)   | 17e       | 1ste ronde: vrij 2de ronde: V van YUG Šaćirović: 0-5                                                                                                |
| Alejandro Silva   | -54kg (m)   | 9e        | 1ste ronde: vrij 2de ronde: W van KEN Findo: walk-over 3de ronde: V van GBR Cowdell: 0-5                                                            |
| Carlos Calderon   | -57kg (m)   | 17e       | 1ste ronde: W van BUR Assakande: walk-over 2de ronde: V van VEN Assakande: 0-5                                                                      |
| Roberto Andino    | -60kg (m)   | 15e       | 1ste ronde: W van ITA Pirastu: 5-0 2de ronde: V van YUG Rusevski: scheidsrechterlijke beslissing                                                    |
| Ismael Martínez   | -63,5kg (m) | 17e       | 1ste ronde: W van HAI Sully: 5-0 2de ronde: V van GBR McKenzie: 2-3                                                                                 |
| Carlos Santos     | -67kg (m)   | 5e        | 1ste ronde: vrij 2de ronde: W van COL Mejia: 5-0 3de ronde: W van DEN Boetcher: 5-0 kwartfinale: V van ROU Zilberman: 2-3                           |
| Wilfredo Guzman   | -71kg (m)   | 5e        | 1ste ronde: vrij 2de ronde: W van IRL Byrne: 3-2 kwartfinale: V van POL Rybicki: 0-5                                                                |
| Carlos Betancourt | -75kg (m)   | 14e       | 1ste ronde: V van YUG Vujković: 0-5 |
| José Rosa         | -81kg (m)   | 9e        | 1ste ronde: vrij 2de ronde: V van CUB Soria: knock-out                                                                                              |

### Boogschieten
| Olympiër          | Discipline      | Resultaat | Prestatie                                                                              |
| ----------------- | --------------- | --------- | -------------------------------------------------------------------------------------- |
| Edgardo Berdeguer | individueel (m) | 31e       | 1ste ronde: 34ste met 1040 punten 2de ronde: 28ste met 1160 punten totaal: 2200 punten |
|                   |                 |           |                                                                                        |
| Edgardo Berdeguer | individueel (v) | 28e       | 1ste ronde: 27ste met 962 punten 2de ronde: 27ste met 1031 punten totaal: 1993 punten  |

### Gewichtheffen
| Olympiër         | Discipline  | Resultaat | Prestatie                                                        |
| ---------------- | ----------- | --------- | ---------------------------------------------------------------- |
| Porfirio de León | -52kg (m)   | 15e       | trekken: 18de met 82,5kg stoten: 15de met 107,5kg totaal: 190kg  |
| Julio Martínez   | -67,5kg (m) | 15e       | trekken: 17de met 117,5kg stoten: 17de met 142,5kg totaal: 260kg |

### Judo
| Olympiër        | Discipline      | Resultaat | Prestatie                                                                  |
| --------------- | --------------- | --------- | -------------------------------------------------------------------------- |
| Angelo Ruiz     | -63kg (m)       | 12e       | 1ste ronde: W van SEN M'Bengue: Moro-te 2de ronde: V van CAN Farrow: shido |
| Carlos Miranda  | -70kg (m)       | 19e       | 1ste ronde: V van USA Burris: Ushiro-kesa-gatame                           |
| Pedro Santos    | -80kg (m)       | 19e       | 1ste ronde: V van TUR Yeşilnur: Uchi-mata                                  |
| Eliudis Benítez | -93kg (m)       | 18e       | 1ste ronde: vrij 2de ronde: V van SUI Röthlisberger: Yoko-shiho-gatame     |
| José Chandri    | +93kg (m)       | 12e       | 1ste ronde: vrij 2de ronde: V van YUG Kovačević: shido                     |
| José Chandri    | open klasse (m) | 16e       | 1ste ronde: V van SWE Schåltz: Uchi-mata                                   |

### Paardensport
| Olympiër        | Discipline     | Resultaat      | Prestatie                                                    |
| Springconcours  | Springconcours | Springconcours | Springconcours                                               |
| --------------- | -------------- | -------------- | ------------------------------------------------------------ |
| Juan Rieckehoff | individueel    | DNF            | 1ste ronde: 10de met 8 strafpunten 2de ronde: niet gefinisht |

### Schermen
| Olympiër                                                  | Discipline     | Resultaat | Prestatie |
| --------------------------------------------------------- | -------------- | --------- | --- |
| Rubén Hernández                                           | degen (m)      | 62e       | 1ste ronde groep 9: 6de V van ROU Iorgu: 3-5 V van NOR Normann: 1-5 V van SUI Giger: 1-5 V van LUX Schiel: 3-5 V van IRI Dastgerdi: 1-5                          |
| Ramón Nenadich                                            | degen (m)      | DNS       | 1ste ronde: niet gestart |
| Gilberto Peña                                             | degen (m)      | 55e       | 1ste ronde groep 12: 5de V van ROU Szabo: 1-5 V van TCH Jurka: 3-5 V van HUN Fenyvesi: 1-5 V van FRA Riboud: 2-5 W van HKG Matthew: 5-2                          |
| Rubén Hernández Ramón Nenadich Gilberto Peña José Samalot | degen team (m) | DNS       | 1ste ronde: niet gestart |
| José Samalot                                              | floret (m)     | 43e       | 1ste ronde groep 3: 6de V van URS Denisov: 2-5 V van JPN Sato: 4-5 V van POL Dąbrowski: 1-5 V van USA Lang: 4-5 W van HUN Kamuti: 5-3                            |
|                                                           |                |           | |
| José Samalot                                              | floret (v)     | 48e       | 1ste ronde groep 9: 6de V van FRA Latrille-Gaudin: 1-5 V van GBR Wrigglesworth: 3-5 V van BEL Borghs: 1-5 V van POL Staszak-Makowska: 0-5 V van IRI Al-Masi: 4-5 |

### Schietsport
| Olympiër          | Discipline             | Resultaat | Prestatie                        |
| ----------------- | ---------------------- | --------- | -------------------------------- |
| Ralph Rodríguez   | 50m geweer 3 houdingen | 47e       | 1111 punten: (390-375-346)       |
| Manuel Hawayek    | 50m geweer liggend     | 47e       | 585 punten: (99-97-96-96-98-99)  |
| Ralph Rodríguez   | 50m geweer liggend     | 12e       | 591 punten: (99-99-98-100-98-97) |
| Johnny Cannizzaro | 50m pistool            | 32e       | 540 punten: (88-88-95-91-86-92)  |
| Juan Marchand     | 25m snelvuurpistool    | 43e       | 558 punten: (275-283)            |
| Jaime Vives       | 25m snelvuurpistool    | 39e       | 568 punten: (284-284)            |
| Rafael Batista    | skeet                  | 49e       | 184 punten                       |
| René Berlingeri   | skeet                  | 47e       | 182 punten                       |
| Pedro Ramírez     | 50m bewegend doel      | 20e       | 545 punten: (283-262)            |

### Worstelen
| Olympiër        | Discipline  | Resultaat   | Prestatie                                                                                                |
| Vrije stijl     | Vrije stijl | Vrije stijl | Vrije stijl                                                                                              |
| --------------- | ----------- | ----------- | --- |
| John de Jesús   | -48kg (m)   | 15e         | 1ste ronde: V van MGL Khishigbaatar: val 2de ronde: V van TUR Özdemir: val                               |
| Benjamin Varela | -62kg (m)   | 15e         | 1ste ronde: V van GDR Strumpf: val 2de ronde: V van URS Timofeyev: val                                   |
| Rafael González | -68kg (m)   | 14e         | 1ste ronde: V van SWE Lundell: 13-16 2de ronde: W van ISV Joseph: val 3de ronde: V van AUS Kelevitz: val |
| Dennis Herrick  | -74kg (m)   | 19e         | 1ste ronde: V van JPN Date: val 2de ronde: V van USA Dziedzic: val                                       |
| Manuel Villapol | -82kg (m)   | 19e         | 1ste ronde: V van SEN Diop: gediskwalificeerd 2de ronde: V van HUN Kovács: val                           |

### Zeilen
| Olympiër                                    | Discipline     | Resultaat | Prestatie                           |
| ------------------------------------------- | -------------- | --------- | ----------------------------------- |
| Miguel Casellas José Benítez                | 470            | 12e       | 166 punten: (27-19-26-26-11-23-25)  |
| Chris Stater Richard Darmanin               | tornado klasse | 14e       | 114 punten: (13-13-14-14-13-14-11)  |
| Jesus Villarreal Juan Villareal             | tempest klasse | 16e       | 123 punten: (DNF-16-15-16-11-14-15) |
| Juan R. Torruella James Fairbank Lee Gentil | soling klasse  | 22e       | 153 punten: (21-21-16-19-21-20-20)  |

### Zwemmen
| Olympiër                                                               | Discipline            | Resultaat | Prestatie                                                                |
| ---------------------------------------------------------------------- | --------------------- | --------- | ------------------------------------------------------------------------ |
| Fernando Cañales                                                       | 100m vrije slag (m)   | 35e       | serie 6: 6de in 55,31                                                    |
| Fernando Cañales                                                       | 200m vrije slag (m)   | 38e       | serie 7: 6de in 1.59,62                                                  |
| Fernando Cañales                                                       | 400m vrije slag (m)   | 41e       | serie 6: 6de in 4.15,78                                                  |
| Carlos Berrocal                                                        | 100m rugslag (m)      | 4e        | serie 2: 1ste in 58,71 halve finale 2: 3de in 57,53 finale: 4de in 57,28 |
| Carlos Berrocal                                                        | 200m rugslag (m)      | 25e       | serie 1: 5de in 2.11,14                                                  |
| Carlos Nazario                                                         | 100m schoolslag (m)   | 26e       | serie 2: 6de in 1.08,33                                                  |
| Orlando Gatinchi                                                       | 200m schoolslag (m)   | 20e       | serie 4: 5de in 2.26,27                                                  |
| Carlos Nazario                                                         | 200m schoolslag (m)   | DSQ       | serie 2: gediskwalificeerd                                               |
| John Daly                                                              | 100m vlinderslag (m)  | 28e       | serie 5: 7de in 58,04                                                    |
| Arnaldo Pérez                                                          | 100m vlinderslag (m)  | 30e       | serie 2: 4de in 58,37                                                    |
| John Daly                                                              | 200m vlinderslag (m)  | 24e       | serie 3: 5de in 2.07,13                                                  |
| José-Ricardo de Jesús                                                  | 400m wisselslag (m)   | 21e       | serie 2: 4de in 4.42,07                                                  |
| Fernando Cañales José-Ricardo de Jesús Arnaldo Pérez Francisco Cañales | 4x200m vrije slag (m) | 15e       | serie 1: 6de in 8.05,21                                                  |
| Carlos Berrocal Carlos Nazario John Daly Fernando Cañales              | 4x100m wisselslag (m) | 10e       | serie 1: 4de in 3.58,62                                                  |
|                                                                        |                       |           |                                                                          |
| Jane Fayer                                                             | 100m vrije slag (v)   | 41e       | serie 7: 7de in 1.02,89                                                  |
| Jane Fayer                                                             | 200m vrije slag (v)   | 39e       | serie 2: 5de in 2.19,93                                                  |
| Diana Hatler                                                           | 400m vrije slag (v)   | 31e       | serie 4: 7de in 4.49,73                                                  |
| Diana Hatler                                                           | 800m vrije slag (v)   | 19e       | serie 3: 7de in 9.43,51                                                  |
| Angela López                                                           | 100m schoolslag (v)   | 38e       | serie 5: 7de in 1.22,95                                                  |
| Angela López                                                           | 200m schoolslag (v)   | 34e       | serie 4: 8ste in 2.52,71                                                 |
| María Mock                                                             | 100m vlinderslag (v)  | 31e       | serie 6: 7de in 1.06,52                                                  |
| María Mock                                                             | 200m vlinderslag (v)  | 26e       | serie 1: 5de in 2.23,71                                                  |
| Diana Hatler Angela López María Mock Jane Fayer                        | 4x100m vrije slag (v) | 14e       | serie 2: 7de in 4.18,40                                                  |
| Diana Hatler Angela López María Mock Jane Fayer                        | 4x100m wisselslag (v) | 16e       | serie 1: 4de in 4.49,45                                                  |

Amerikaanse Maagdeneilanden · Andorra · Antigua en Barbuda · Argentinië · Australië · Bahama's · Barbados · België · Belize · Bermuda · Bolivia · Bondsrepubliek Duitsland · Brazilië · Bulgarije · Canada · Chili · Colombia · Costa Rica · Cuba · Denemarken · Dominicaanse Republiek · Duitse Democratische Republiek · Ecuador · Egypte · Fiji · Filipijnen · Finland · Frankrijk · Griekenland · Groot-Brittannië · Guatemala · Haïti · Honduras · Hongarije · Hongkong · Ierland · IJsland · India · Indonesië · Iran · Israël · Italië · Ivoorkust · Jamaica · Japan · Joegoslavië · Kaaimaneilanden · Kameroen · Koeweit · Libanon · Liechtenstein · Luxemburg · Maleisië · Marokko · Mexico · Monaco · Mongolië · Nederland · Nederlandse Antillen · Nepal · Nicaragua · Nieuw-Zeeland · Noord-Korea · Noorwegen · Oostenrijk · Pakistan · Panama · Papoea-Nieuw-Guinea · Paraguay · Peru · Polen · Portugal · Puerto Rico · Roemenië · San Marino · Saoedi-Arabië · Senegal · Singapore · Sovjet-Unie · Spanje · Suriname · Thailand · Trinidad en Tobago · Tsjecho-Slowakije · Tunesië · Turkije · Uruguay · Venezuela · Verenigde Staten · Zuid-Korea · Zweden · Zwitserland